# Perizoma linulata
Perizoma linulata là một loài bướm đêm trong họ Geometridae.